# 데블스 오운
《데블스 오운》(영어: The Devil's Own)은 미국에서 제작된 앨런 J. 퍼쿨라 감독의 1997년 액션 스릴러 드라마 영화이다. 해리슨 포드, 브래드 피트 등이 출연하였고, 로버트 F. 콜즈베리 등이 제작에 참여하였다.

## 출연진
- 해리슨 포드
- 브래드 피트
- 마거릿 콜린
- 루벤 블라데스
- 트리트 윌리엄스
- 조지 헌
- 미첼 라이언
- 너태샤 매컬혼
- 폴 로넌
- 줄리아 스타일스
- 데이비드 오하라
- 롭 매컬헤니

## 기타 제작진
- 협력 제작: 캐런 L. 소슨
- 배역: 앨릭스 고딘
- 미술: 제인 머스키
- 의상: 버니 폴랙

## 우리말 녹음
SBS 성우진 (2005년 5월 22일)
- 설영범 - 톰 오메라(해리슨 포드)
- 안지환 - 로리/프랜시스 맥과이어(브래드 피트)
- 송도영 - 메건(너태샤 매컬혼)
- 박상일
- 이근욱
- 최문자
- 조경모
- 장승길
- 이선호
- 이재정
- 김순영
- 김용준
- 박선영
- 안용욱
- 김정은